# Joaquín Caparrós
Joaquín Caparrós Camino (ur. 13 października 1955 w Utrera, Sewilla) – hiszpański trener, piłkarz.

## Kariera
Jako piłkarz Caparrós nie osiągnął zbyt dużo grając w mało znanych hiszpańskich klubach. Podobnie zaczynał też jako trener, ale w tej roli jego kariera bardziej się rozwinęła. W 1996 został szkoleniowcem Recreativo de Huelva. W 1999 został trenerem Villarreal CF. W międzyczasie w latach 1998–2000 prowadził reprezentację Andaluzji. W 2000 został trenerem Sevilli FC, którą prowadził przez 5 lat, czyli do 2005. W 2005 został nowym szkoleniowcem Deportivo La Coruña. Ten zespół trenował do 2007. W 2007 został trenerem Athletic Bilbao, z którym rozstał się w 2011. W 2011 przez krótko prowadził Neuchâtel Xamax. W 2011 został trenerem RCD Mallorca, z tego stanowiska został zwolniony w 2013. W latach 2013–2014 trenował Levante UD. W czerwcu 2014 został trenerem Granada CF, ale już w styczniu 2015 został zwolniony z tego stanowiska. W listopadzie 2016 został szkoleniowcem CA Osasuna, ale bardzo szybko, bo już w styczniu 2017 został zwolniony z tego stanowiska. Od maja do grudnia 2017 prowadził katarski klub Al Ahli. 28 kwietnia 2018 ponownie został trenerem Sevilli FC. W maju 2018 przestał pełnić tę funkcję i został nowym dyrektorem sportowym Sevilli.